# Rollerball (film 2002)
Rollerball – amerykański fantastycznonaukowy film akcji z 2002 roku, będący remakiem filmu o tym samym tytule.

## Obsada
- Chris Klein - Jonathan Cross
- Jean Reno - Alexi Petrovich
- LL Cool J - Marcus Ridley
- Rebecca Romijn - Aurora "the Black Widow"
- Naveen Andrews - Sanjay
- Mike Dopud - Michael "the Assassin"
- Kata Dobó - Katya Dobolakova
- Lucia Rijker - Lucia Ryjker
- Oleg Taktarov - Oleg Denekin
- Philippe Soucy - Ally
- Paulino Nunes - Borges
- Jean Reno - Alexi Petrovich
- Andrew Bryniarski - Halloran

i inni. 

## Odbiór

### Box office
Budżet filmu jest szacowany na 70 milionów dolarów. W Stanach Zjednoczonych i w Kanadzie film zarobił 18,9 mln USD. W innych krajach przychody również wyniosły 6,8 mln, a łączny przychód 25,7 mln dolarów.

### Krytyka w mediach
Film spotkał się z negatywną reakcją krytyków. W serwisie Rotten Tomatoes 3% ze 117 recenzji jest pozytywne, a średnia ocen wyniosła 2,5/10. Na portalu Metacritic średnia ocen z 28 recenzji wyniosła 14 punktów na 100.